# Isla George
Isla George o Isla Jorge (en inglés: George Island) es una pequeña isla situada en la cuenca norte del lago Winnipeg, en la provincia canadiense de Manitoba. Se encuentra a unos 400 kilómetros al norte de Winnipeg, y aproximadamente a medio camino entre la comunidad de Grand Rapids en la costa oeste y la comunidad de Poplar River, en la orilla este del lago. Un faro llamado George Island Light está situado en la isla. Al oeste de la isla se encuentra la Pequeña Isla George
George es una parada popular debido a su puerto natural y protegido, y a las playas de arena virgen que rodean la isla.